# Listă de conducători de stat din 604
600 - 601 - 602 - 603 - 604 - 605 - 606 - 607 - 608
Aceasta este o listă a conducătorilor de stat din anul 604:

## Europa
- Anglia, statul anglo-saxon Bernicia: Ethelfrith (rege, 593-617; totodată, rege în Deira, 605-617)
- Anglia, statul anglo-saxon Deira: Frithuwald (rege, după 597) (?) și Edwin (rege, ?-605, 617-634; totodată, rege în Bernicia, 617-634) (?)
- Anglia, statul anglo-saxon East Anglia: Redwald (rege, cca. 600-cca. 620)
- Anglia, statul anglo-saxon Essex: Saeberht (rege, cca. 600-616/617)
- Anglia, statul anglo-saxon Kent: Ethelberht I (rege, 562/565-618)
- Anglia, statul anglo-saxon Mercia: Cearl (rege, cca. 600-628/634)
- Anglia, statul anglo-saxon Sussex: rege necunoscut
- Anglia, statul anglo-saxon Wessex: Ceolwulf (rege, 597-611)
- Bavaria: Tassilo I (duce din dinastia Agilolfingilor, 592-c. 610)
- Benevento: Arechis I (duce, 591-641)
- Bizanț: Focas (împărat, 602-610)
- Francii cu sediul la Metz (Austrasia): Theudebert al II-lea (rege din dinastia Merovingiană, 595 sau 596-612)
- Francii cu sediul la Orléans (Burgundia): Theuderich al II-lea (rege din dinastia Merovingiană, 595 sau 596-613; totodată rege al francilor cu sediul la Metz-Austrasia, 612-613)
- Francii cu sediul la Soissons (Neustria): Chlothar al II-lea (rege din dinastia Meroviangiană, 584-629; totodată, rege al francilor din Austrasia și Burgundia, 613-629)
- Friuli: Gisulf al II-lea (duce, 590-610)
- Gruzia, statul Khartlia (Iberia): Ștefan (Stepanos) I (suveran, cca. 590-627)
- Longobarzii: Agilulf (rege, 591-615/616)
- Ravenna: Smaragdus (585-589, 603-611)
- Scoția, statul picților: Nechtan al II-lea (rege, 597?-617?)
- Scoția, statul celt Dalriada: Aedan (rege, 574-608?)
- Spoleto: Theodelap (duce, 602-650)
- Statul papal: Grigore I cel Mare (papă, 590-604) și Sabinianus (papă, 604-606)
- Vizigoții: Witterich (Viteric) (rege, 603-610)

## Asia

### Orientul Apropiat
- Bizanț: Focas (împărat, 602-610)
- Persia: Chosroes al II-lea (suveran din dinastia Sasanizilor, 590-628)

### Orientul Îndepărtat
- Cambodgia, statul Tjampa: Rudravarman I (rege din a patra dinastie, 529?-605)
- Cambodgia, statul Chenla: Mahendravarman (Sitra-sena) (rege, cca. 598-610)
- China: Yang Jian (Wendi) (împărat din dinastia Sui, 581-604)
- Coreea, statul Koguryo: Yongyang (Won) (rege din dinastia Ko, 590-618)
- Coreea, statul Paekje: Mu (Chang) (rege din dinastia Ko, 600-642)
- Coreea, statul Silla: Chinp'yong (Paekchong, rege din dinastia Kim, 579-632)
- India, statul Chalukya: Mangalesa (rege, 597/598-609/610)
- India, statul Pallava: Mahendravarman I (rege din a doua dinastie, cca. 600-630)
- Japonia: Suiko (împărăteasă, 592-628)
- Sri Lanka: Moggallana al III-lea (rege din dinastia Silakala, 602-608)